# Clusiosoma subpullatum
Clusiosoma subpullatum är en tvåvingeart som beskrevs av Hardy 1986. Clusiosoma subpullatum ingår i släktet Clusiosoma och familjen borrflugor. Inga underarter finns listade i Catalogue of Life.